# متحف أبو عادل
متحف أبو عادل أحد متاحف منطقة عسير في بللسمر، أسسه عوض ظافر آل محسن الاسمري، يحتوي المتحف على غرفة واحدة فقط بمنزل المالك تضم تراث المنطقة من أدوات القهوة وأدوات الطبخ والاسلحة والخوصيات والجلديات وبعض العملات وأدوات الزراعة وللمتحف اسهامات بالتعريف بتراث المنطقة.